# Rhopalura ophiocomae
Rhopalura ophiocomae är en djurart som beskrevs av Giard 1877. Rhopalura ophiocomae ingår i släktet Rhopalura, och familjen Rhopaluridae. Inga underarter finns listade i Catalogue of Life.